# Bellerose (New York)
Pour les articles homonymes, voir Bellerose.
Bellerose est un village du comté de Nassau, dans l'État de New York, aux États-Unis,. En 2010, il comptait une population de 1 193 habitants.

## Démographie
Lors du recensement de 2010, le village comptait une population de 1 193 habitants. Elle est estimée, en 2019, à 1 162 habitants.